# 自由黎明行动
自由黎明行动是2024年敘利亞反對派攻勢期間叙利亚国民军对敘利亞阿拉伯武裝部隊和敘利亞民主力量发动的军事攻势，目标是攻佔阿勒颇省北部地区。

## 背景
2024年敘利亞反對派攻勢期間阿勒颇多个地区被敘利亞反對派占领之后，叙利亚国民军于11月30 日发起了自由黎明行动。叙利亚反对派和革命力量全国联盟總理表示，發動此次軍事行動的目的是切斷敘利亞民主力量的補給並且將巴卜與塔尔里法特打通。 

## 攻势
由于沙姆解放組織对阿勒颇发动攻势，敘利亞阿拉伯陸軍被迫從阿勒颇省北部撤退。 叙利亚国民军与叙利亚民主军趁機同時進攻阿薩德政權控制下的阿勒颇省北部。2024年11月30日，叙利亚国民军占领了塔德夫。   2024年12月1日，叙利亚国民军又占领了塞菲拉等城镇和库韦雷斯机场，而叙利亚国民军与叙利亚民主军在阿勒颇爆發衝突。 
2024年12月1日晚，叙利亚国民军從叙利亚民主军手中奪取泰勒里法特。 同時土耳其還進攻罗贾瓦控制區。 
2024年12月2日，叙利亚民主军宣布將人員从泰勒里法特和舍赫巴州撤离到叙利亚东北部叙利亚民主军控制区內。 
2024年12月6日，敘利亞國民軍發動曼比季攻勢。 2024年12月8日，土耳其开始对叙利亚民主军阵地發動无人机袭击。 2024年12月9日，叙利亚民主军撤出曼比季。 2024年12月9日，俄罗斯撤出了其位于曼比季和艾因阿拉伯的基地。 
2024年12月12日，在美国的调停下，叙利亚民主军與敘利亞國民軍達成停战协议， 但几天后雙方又爆發衝突。  2024年12月17日，雙方宣佈停火期限再延长一周。  12月中旬，土耳其方面继续攻击罗贾瓦。